# Ройтлинген (район)
Ройтлинген (нем. Reutlingen) — район в Германии (ФРГ), на территории Земли Баден-Вюртемберг. 
Административный центр района — город Ройтлинген. Район входит в землю (государство) Баден-Вюртемберг. Подчинён административному округу Тюбинген. Занимает площадь 1094,14 км². Население — 281 857 чел. Плотность населения — 258 человек/км².
Официальный код района — 08 4 15.
Район подразделяется на 26 общин.

## Города и общины
Города
1. Бад-Урах (12 654)
2. Хайинген (2 222)
3. Метцинген (21 948)
4. Мюнзинген (14 573)
5. Пфуллинген (18 300)
6. Ройтлинген (112 207)
7. Трохтельфинген (6 621)

Общины
1. Деттинген-на-Эрмсе (9 287)
2. Энгстинген (5 506)
3. Энинген-унтер-Ахальм (10 908)
4. Гомадинген (2 213)
5. Грабенштеттен (1 562)
6. Графенберг (2 650)
7. Хоэнштайн (3 718)
8. Хюльбен (2 878)
9. Лихтенштайн (9 268)
10. Мерштеттен (1 438)
11. Пфронштеттен (1 569)
12. Плицхаузен (9 529)
13. Ридерих (4 306)
14. Рёмерштайн (3 909)
15. Зонненбюль (7 059)
16. Санкт-Йоханн (5 259)
17. Вальддорфхеслах (4 782)
18. Ванвайль (5 129)
19. Цвифальтен (2 144)
20. Гутсбецирк-Мюнзинген (218)